# Oskar Körner

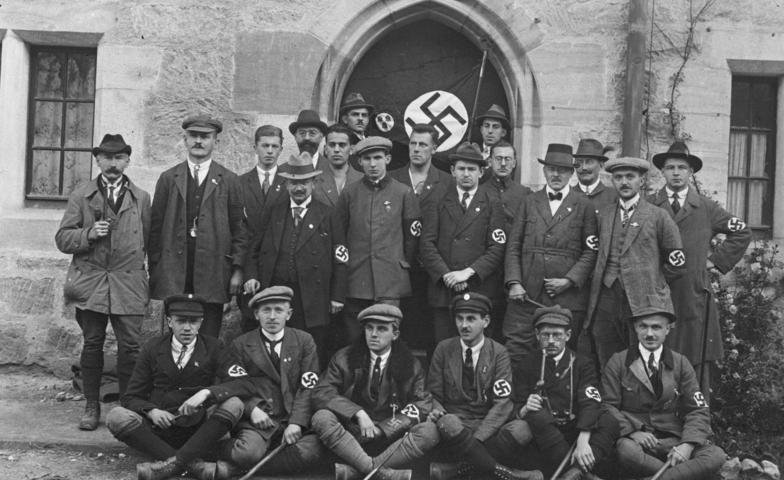
NSDAP-Delegation beim Deutschen Tag in Coburg im Oktober 1922. Körner steht links mit Pfeife und Hut.

Oskar Körner (* 4. Januar 1875 in Oberpeilau, Landkreis Reichenbach, Provinz Schlesien; † 9. November 1923 in München) war ein deutscher Kaufmann und nationalsozialistischer Politiker. Von 1920 bis 1923 war er Zweiter Vorsitzender, Werbeobmann und Propagandaleiter der NSDAP. Körner starb als Teilnehmer beim Hitler-Ludendorff-Putsch.

## Leben
Oskar Körner wuchs als Vollwaise in seinem Geburtsort auf. Nach dem Besuch der Volksschule zog er 1890 als Kaufmannslehrling und Gehilfe nach Bielefeld. Dort leistete er ab 1898 seinen Militärdienst beim 2. Westfälischen Infanterieregiment Nr. 15 und wurde 1900 als Sanitätsgefreiter entlassen.
Anschließend zog er nach Düsseldorf um, wo er am 3. Januar 1903 seine Frau Frieda heiratete († 5. Juli 1912). Das Paar hatte zwei Söhne: Hans (* 14. Mai 1903) und Friedrich (* 2. April 1906). Er war Protestant.
Nach Beginn des Ersten Weltkrieges war er ab dem 2. August 1914 für vier Jahre im Sanitätsdienst an der Westfront eingesetzt, wo er auch an der Schlacht um Verdun teilnahm und mit dem Kriegsverdienstkreuz mit Schwertern ausgezeichnet wurde. Zuletzt im Rang eines Sanitätsfeldwebels, wurde er am 17. Dezember 1918 nach München entlassen, wo er sich in der Edlingerstraße niederließ.
Nach Kriegsende war er Angestellter einer Spielwarenhandlung in Rosental in Nähe des Münchener Viktualienmarktes, welche er am 15. März 1919 von M. Koller übernahm. Durch diese Übernahme verschaffte er sich später innerhalb der NSDAP großes Ansehen. Die Partei profitierte von seiner Spendenfreudigkeit, da er angeblich die Hälfte des Profits seiner Spielwarenhandlung an die NSDAP abgab. Er galt als einer der früheren Finanziers der Partei. Der Kaufmann Banderer übernahm das Geschäft nach Körners Tod im Jahre 1923.
Anschließend meldete er sich zur Einwohnerwehr und wurde Mitglied im Deutschvölkischen Schutz- und Trutzbund sowie in der völkisch-antisemitischen Angestelltengewerkschaft Deutschnationaler Handlungsgehilfen-Verband.
Nach einem Rednerauftritt Hitlers im Sterneckerbräu am 5. Februar 1920 wurde Körner Mitglied der DAP, später umbenannt in NSDAP (Mitgliedsnummer 743). Als Mitbegründer der Nationalsozialistischen Deutschen Arbeiterpartei gehörte er in der Frühzeit des Parteiaufbaus zu Hitlers engstem Kreis. Körner war ebenfalls maßgeblich an dem Entwurf des Hakenkreuzes als Parteisymbol beteiligt, in dessen Zusammenhang er jedoch für das linksgerichtete Hakenkreuz stimmte. Außerdem war er eng befreundet mit dem Juwelier und Goldschmied Joseph Fuess, der u. a. das Goldene Parteiabzeichen entwarf und durch Körner zur Bewegung fand. Es folgte eine steile Parteikarriere, da er bereits im Juli 1920 von Adolf Hitler zum 2. Schriftführer der Partei und am 30. September 1920 zum 1. Schriftführer der Partei befördert wurde. Am 17. Dezember 1920 beteiligte sich Körner an der Geldbeschaffung und Finanzierung zum Kauf des Völkischen Beobachters.
Im Januar 1921 wohnte Eugenie Haug, Nichte und Angestellte von Körner, vorübergehend bei ihm in München. Am 21. Januar 1921 erfolgte die Wiederwahl Körners auf einer Generalmitgliederversammlung mit eindeutigem Votum unter dem Parteivorsitzenden Anton Drexler als Zweiter Parteivorsitzender. Dieses Amt behielt er bis zum 31. Januar 1922 inne, bis er anschließend bis zu seinem Tode als Werbeobmann und Propagandaleiter fungierte. In diesem Amt widmete er sich mehreren Kleinarbeiten, wie zum Beispiel der Gewinnung neuer Parteigenossen, dem An- und Überkleben sowie Abreißen von Plakaten, dem Anmalen von Hakenkreuzen sowie dem Verteilen von Flugblättern. Noch heute sieht man die Werke Körners auf der Braunauer Eisenbahnbrücke in München. Er war außerdem oft als Delegierter, Versammlungsleiter und Saalschutz in Begleitung Hitlers und gehörte fest zu dessen Leibgarde. Auch als begabter Redner konnte sich Körner einen Namen machen, deshalb zählte er zu den Propagandisten der früheren DAP/NSDAP-Geschichte. Ansehen innerhalb der Bewegung verschaffte er sich weiterhin durch die Gründung mehrerer NSDAP-Ortsgruppen im Umland von Landshut (4. Oktober 1920), Augsburg (April 1922) und Coburg (Oktober 1922). Er war außerdem Parteiführer der Sektion Schwabing.
Hitler pflegte eine enge Freundschaft zu Körner und dessen Familienkreis und verbrachte dort die Weihnachtsfeste Anfang der 1920er Jahre. Laut historischen Nachforschungen galt Körner als ein sehr loyaler und ergebener Anhänger Hitlers; so gelangten auch Körners Nichte Eugenie und deren Bruder Ernst Haug in den engeren Kreis der Führungsriege der DAP.
Als Gast bei einem Vortrag der damals noch jungen Ortsgruppe Wielenbach lernte Körner Otto Dickel kennen, von dessen Redekunst er begeistert war und ihn am 24. Juni 1921 als Redner im Festsaal des Münchener Hofbräuhauses verpflichtete.
Als verantwortlichen NSDAP-Vorsitzenden wurde gegen Körner am 30. Juni 1921 Strafanzeige gestellt, nachdem dieser am 15. Juni 1921 an einer verbotenen Flugblätterverteilung der NSDAP teilgenommen hatte. Ein folgender Prozess endete mit rechtskräftiger Verurteilung zu einer einwöchigen Haftstrafe. Ihm war vorgeworfen worden, ein Hetzblatt gegen den am 9. Juni 1921 ermordeten Abgeordneten Karl Gareis verbreitet zu haben. Dies hinderten ihn jedoch nicht daran, am 18. Juli 1923 erneut an einer Flugblätterverteilung der NSDAP teilzunehmen. Auch am 28. Juli 1921 beklebte er Flugzettel mit dem Aufruf zur Teilnahme an einer Parteiversammlung im Zirkus Krone.
Am 11. Juli 1921, ein Tag nach dem Ausschlussverfahren gegen Hermann Esser und Auseinandersetzungen mit Drexler und Otto Dickel, trat er gemeinsam mit Hitler kurzzeitig aus der NSDAP aus. Hitler übernahm nach seiner Rückkehr zur Partei am 29. Juli 1921 die Parteiführung, und Körner wurde anschließend erneut Mitglied im neuen Parteivorstand. Er wurde als Zweiter Parteivorsitzender unter Hitler bestätigt.
Am 12. Januar 1922 wurde Körner zusammen mit Hitler, Hermann Esser und einigen weiteren Gefolgsleuten wegen Landfriedensbruchs und Körperverletzung zu drei Monaten Gefängnis verurteilt. Hintergrund dieser Verurteilung war die Stürmung einer Versammlung des Bayernbundes am 14. September 1921, wo diese den Redner Otto Ballerstedt schwer verletzt hatten. Körner wurde jedoch nach bereits sechs Wochen wieder frühzeitig aus dem Gefängnis Stadelheim entlassen. Die Münchener Neueste Nachrichten berichteten am 3. Oktober 1921 vom nunmehr stellenlosen Kaufmann Körner, welcher sein Vorgehen als Affekttat bezeichnete. Am 4. April 1923 mussten sich Körner und die frühere Vorstandschaft wegen Vergehen gegen das Bankgesetz vor Gericht verantworten. Körners letzte Verurteilung ist auf den 30. August 1923 datiert.
Vom 14. bis 15. Oktober 1922 zog es ihn als Bundesmitglied im Deutschvölkischen Schutz- und Trutzbund und in Funktion der NSDAP-Delegation zum Deutschen Tag nach Coburg, wo es zu Straßenschlachten seitens der SA mit KPD und SPD-Mitgliedern kam.
Nach parteiinternen Richtungskämpfen, bei denen Körner das Schwergewicht von der militärischen auf die politische Seite verlegen wollte, trat er am 29. Januar 1923 als Zweiter Vorsitzender aus dem Parteiausschuss zurück, verblieb jedoch noch in der Partei. An seine Stelle trat Hans Jacob.
Am 19. April 1923 war sein letzter Wohnsitz in der Baaderstraße gemeldet.
Körner nahm noch jeweils an den Deutschen Tagen vom 1. und 2. September 1923 in Nürnberg sowie am 30. September 1923 in Bayreuth teil.

## Tod und propagandistische Vereinnahmung

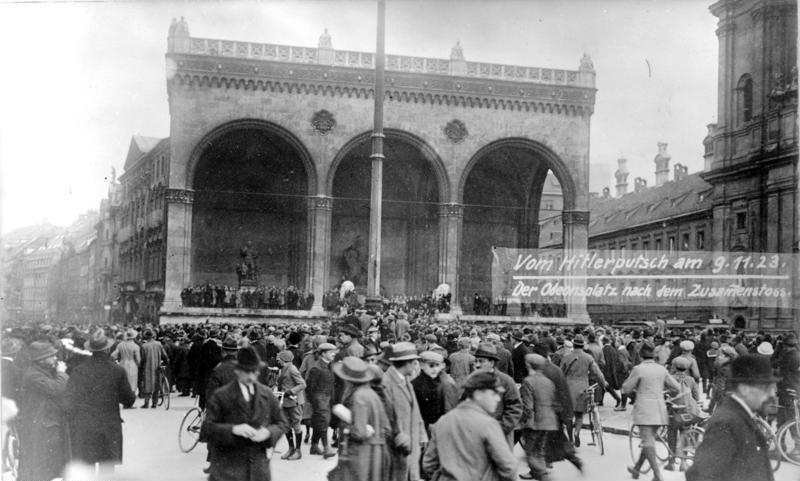
Odeonsplatz am 9. November 1923 nach der Niederschlagung des Putsches

Im November 1923 beteiligte sich Körner am so genannten „Hitler-Putsch“, einem Versuch Hitlers, General Erich Ludendorffs und einiger weiterer Führer der völkisch-nationalistischen Rechten, die Macht im Deutschen Reich durch einen gewaltsamen Putsch vom Münchener Bürgerbräukeller aus an sich zu reißen. Nachdem der Versuch der Putschisten, die regionalen Gewaltträger um Oberst Seißer, General Lossow und Ritter von Kahr auf ihre Seite zu ziehen, in der Nacht vom 8. zum 9. November gescheitert war, unternahmen sie den Versuch, als Demonstrationszug durch die Münchener Innenstadt in Richtung Feldherrnhalle und von dort aus zum bayerischen Wehrbereichskommando zu marschieren, um die Bevölkerung der bayerischen Hauptstadt auf ihre Seite zu ziehen und die lokalen Machthaber doch noch dazu bewegen zu können, sich dem Staatsstreich anzuschließen.
Körner war zunächst unter den Parteimitgliedern im Bürgerbräukeller zur Vorbereitung des Putsches, stieß dann beim Marsch auf die Feldherrnhalle in Höhe des Marienplatzes zum Demonstrationszug und marschierte an dessen Spitze in der zweiten Reihe links neben Alfred Rosenberg und Arno Schickedanz mit. Ferner marschierten noch Albrecht von Graefe, Julius Streicher, Max Sesselmann und Theodor von der Pfordten in dieser Reihe mit. Als der Zug die Feldherrnhalle erreichte, kam es zu einem Zusammenstoß mit der bayerischen Landespolizei. Bei dem sich daraufhin entwickelnden Schusswechsel zwischen den Polizisten und den Putschisten wurden vier Polizisten und vierzehn Putschisten, darunter Körner, getötet. Zwei weitere starben im Innenhof des Wehrbereichskommandos. Es wird berichtet, Körner sei dabei der Schädel zerschmettert worden, als er schützend vor Adolf Hitler sprang, nachdem dessen Leibwächter Ulrich Graf bereits schwer verletzt zu Boden fiel. Einer nationalsozialistischen Schrift aus dem Jahre 1933 zufolge waren Körner und Kurt Neubauer die ersten beiden Opfer, die vor der Feldherrnhalle tödlich getroffen wurden.
Körners Leichnam wurde zunächst auf dem Münchener Nordfriedhof begraben.
Nach der Neugründung der NSDAP wurde Körner in den Kult um die „Blutzeugen der Bewegung“ einbezogen: Hitler widmete ihm und den fünfzehn anderen getöteten Putschisten den ersten Band seines Buches Mein Kampf und ließ den Blutorden stiften. Nach dem Machtantritt der Nationalsozialisten wurden zahlreiche Straßen im Deutschen Reich nach Körner benannt, so in Bayreuth, Breslau, Leverkusen, Leslau (im Wartheland), München, Weiden, Regensburg und Wuppertal.
1935 wurde Körners Leichnam exhumiert und am 9. November 1935 anlässlich eines Gedenkmarsches zum 12. Jahrestag des gescheiterten Hitlerputsches in einem Sarkophag zusammen mit den fünfzehn anderen getöteten Putschisten in den „Ehrentempel“ am Münchener Königsplatz überführt und dort beigesetzt.
Nach dem Ende des Zweiten Weltkrieges nahm der Kontrollrat der Alliierten Kontakt zu dessen Familie auf, um über den Verbleib der sterblichen Überreste zu entscheiden.